# Woodson (Illinois)
Woodson – wieś w Stanach Zjednoczonych, w stanie Illinois, w hrabstwie Morgan.